# Dzielnica XV Mistrzejowice
Dzielnica XV Mistrzejowice – dzielnica samorządowa jednostka pomocnicza gminy miejskiej Kraków. Do 27 maja 1991 r. wchodziła w skład dzielnicy administracyjnej Nowa Huta, kiedy to w miejsce 4 dzielnic administracyjnych Rada Miasta Krakowa powołała 18 dzielnic samorządowych. Przewodniczącym Rady i Zarządu w IX kadencji 2023–2028 jest Konrad Maciejowski.

## Siedziba Rady i Zarządu Dzielnicy XV Mistrzejowice
ul. Miśnieńska 58, 31-612 Kraków

## Demografia
| Rok  | Stan na koniec roku | Uwagi              |
| ---- | ------------------- | ------------------ |
| 2004 | 55.103              |                    |
| 2005 | 54.855              |                    |
| 2006 | 54.517              |                    |
| 2007 | 54.308              |                    |
| 2008 | b/d                 |                    |
| 2009 | 54.186              |                    |
| 2010 | b/d                 |                    |
| 2011 | 54.145              |                    |
| 2012 | 53.734              | stan na 21.02.2012 |
| 2013 | 53.661              | stan na 14.05.2013 |
| 2013 | 53.413              |                    |
| 2014 | 53.015              |                    |
| 2015 | 52.701              |                    |
| 2016 | 52.426              |                    |
| 2018 | 52.153              | stan na 06.01.2018 |
| 2018 | 52.011              |                    |
| 2019 | 51.795              |                    |
| 2020 | 51.293              |                    |
| 2021 | 50.950              |                    |
| 2022 | 50.559              |                    |
| 2023 | 50.458              |                    |

## Osiedla i zwyczajowe jednostki urbanistyczne
- Batowice
- Dziekanowice
- Mistrzejowice
- Osiedle Bohaterów Września
- Osiedle Kombatantów
- Osiedle Mistrzejowice Nowe
- Osiedle Oświecenia
- Osiedle Piastów
- Osiedle Srebrnych Orłów
- Osiedle Tysiąclecia
- Osiedle Złotego Wieku

## Granice dzielnicy
- z Dzielnicą III graniczy na odcinku – od skrzyżowania linii kolejowej Kraków – Warszawa z granicą miasta Krakowa na północy, granicą pomiędzy obrębami nr 1 i 21 w kierunku wschodnim, granicą północną, dalej wschodnią działki nr 8 w obrębie nr 21 do przecięcia z ul. Powstańców, dalej na południe wschodnimi granicami działek nr: 306, 20 (obręb 21), północną granicą działki nr 46, wschodnią działki nr 48 i południową działek nr: 46 i 49 (obręb nr 21), (od wschodu obręb nr 5) dochodzi do południowo-wschodniej granicy potoku Sudoł (dz. nr 306), dalej południowo-wschodnią granicą potoku Sudoł w kierunku południowo-zachodnim do przecięcia z granicą działki nr 62, dalej na południe wschodnimi granicami działek nr: 62, 59, 100, 101/1, 101/4, 101/6, 101/5 do ul. Reduta, dalej na południe wschodnią stroną ul. Reduta do ul. Krzesławickiej, następnie skręca na zachód i południową stroną ul. Krzesławickiej do zbiegu granic obrębów nr: 21, 5 i 6 i styku ulicy Krzesławickiej z ulicą Dobrego Pasterza, dalej na zachód południową stroną ul. Dobrego Pasterza do przecięcia się granic obrębów nr: 21, 4 i 6 (rejon budynku nr 191 na ul. Dobrego Pasterza), dalej na południe wschodnią stroną działek nr: 4/5 i 4/6 w obrębie nr 4 (od wschodu graniczy obręb nr 6), dalej skręca na zachód i prowadzi południową stroną działek nr: 4/6, 4/3 i 4/2, dalej na południe wschodnią stroną działki nr 5 do al. gen. Bora-Komorowskiego,
- z Dzielnicą XIV graniczy na odcinku – od skrzyżowania ul. Akacjowej z al. gen. Bora-Komorowskiego w kierunku wschodnim północną stroną al. gen/ Bora-Komorowskiego, dalej północną stroną ul. gen. Okulickiego w kierunku wschodnim do skrzyżowania z al. gen. Andersa,
- z Dzielnicą XVI graniczy na odcinku – od skrzyżowania ulicy gen. Okulickiego z al. gen. Andersa w kierunku północno-wschodnim zachodnią stroną ulicy gen. Okulickiego do skrzyżowania z rzeką Dłubnią,
- z Dzielnicą XVII graniczy na odcinku – od skrzyżowania ul. gen. Okulickiego z rzeką Dłubnią w kierunku północnym, wschodnią stroną rzeki Dłubni, zachodnią zalewu do przecięcia od strony północnej z granicą m. Krakowa, – granicę od strony północnej stanowi granica miasta Krakowa – na zachód, do skrzyżowania z linią kolejową Kraków – Warszawa.

## Historia
Dzielnicę XV tworzą tereny dawnych wsi położonych nad Dłubnią: Mistrzejowic (przyłączonych w 1951 r.), części Batowic (przyłączonych w 1973 r.) i Dziekanowic (przyłączonych w 1986 r.).
Na przełomie lat sześćdziesiątych i siedemdziesiątych na terenie dzielnicy zaczęły powstawać nowe osiedla mieszkaniowe: Osiedle Tysiąclecia i Złotego Wieku, a następnie osiedla Piastów i Bohaterów Września. Pierwotnie osiedla te miały nosić nazwy kolejnych czterech pór roku. Projektantem całego założenia urbanistycznego jest Witold Cęckiewicz.

## Współcześnie
Ważniejsze obiekty w Dzielnicy XV:

### Religia
- dwie parafie:
  - Parafia Matki Boskiej Nieustającej Pomocy (os. Bohaterów Września);
  - Parafia św. Maksymiliana Marii Kolbego (os. Tysiąclecia).

### Edukacja
- dwa żłobki:
  - Żłobek Samorządowy nr 6 (os. Piastów);
  - Żłobek Samorządowy nr 22 (os. Tysiąclecia);
- osiem przedszkoli:
  - Przedszkole Samorządowe nr 64 w Zespole Szkolno-Przedszkolnym nr 5 (Osiedle Oświecenia)
  - Przedszkole Samorządowe nr 125 (os. Tysiąclecia);
  - Przedszkole Samorządowe nr 131 „Stokrotka” (os. Złotego Wieku);
  - Przedszkole Samorządowe nr 144 (os. Bohaterów Września);
  - Przedszkole Samorządowe nr 148 „Z Ciuchcią” (os. Tysiąclecia);
  - Przedszkole Samorządowe nr 152 (os. Piastów);
  - Przedszkole Samorządowe nr 177 im. Czesława Janczarskiego (os. Kombatantów);
  - Przedszkole Samorządowe nr 187 „Pod Lipami” (os. Piastów);
- szkoły podstawowe:
  - Szkoła Podstawowa nr 77 z Oddziałami Integracyjnymi im. św. Maksymiliana Marii Kolbego (os. Złotego Wieku);
  - Szkoła Podstawowa nr 85 im. ks. Kazimierza Jancarza (os. Złotego Wieku);
  - Szkoła Podstawowa nr 89 im. Kornela Makuszyńskiego (os. Piastów);
  - Szkoła Podstawowa nr 126 im. Komisji Edukacji Narodowej (os. Tysiąclecia);
  - Szkoła Podstawowa nr 144 z Oddziałami Integracyjnymi im. Bohaterów Września 1939 roku (os. Bohaterów Września);
- Jeden zespół szkół
  - Zespół Szkolno-Przedszkolny nr 5 - w skład jego wchodzi: Samorządowe Przedszkole nr 64, Szkoła Podstawowa nr 130 (os. Oświecenia)
- dwa licea ogólnokształcące:
  - XXI Liceum Ogólnokształcące im. Stanisława Ignacego Witkiewicza-Witkacego (os. Tysiąclecia);
  - Publiczne Salezjańskie Liceum Ogólnokształcące (os. Piastów);
- jeden zespół szkół zawodowych:
  - Zespół Szkół Poligraficzno-Medialnych im. Zenona Klemensiewicza (os. Tysiąclecia).

### Kultura
- trzy biblioteki:
  - Biblioteka Kraków –  Filia 48 (os. Bohaterów Września 26);
  - Biblioteka Kraków – Filia 49 (os. Tysiąclecia 42);
  - Biblioteka Klubu „Kuźnia” (os. Złotego Wieku).
- domy kultury:
  - Młodzieżowy Dom Kultury im. Andrzeja Bursy (os. Tysiąclecia);
  - Klub „Kuźnia” (os. Złotego Wieku);
  - Klub „Mirage” (os. Bohaterów Września).
- jeden kompleks kinowy:
  - Multikino

### Sport
Park Wodny
Dwa Ogniska Towarzystwa Krzewienia Kultury Fizycznej:
- TKKF Apollo
- TKKF Oświecenia
- Uczniowski Klub Sportowy Krakowiak 85 działający przy Szkole Podstawowej nr 85

### Handel i Usługi
- Centrum Handlowe „Krokus” m.in. z hipermarketem Auchan,
- Centrum Handlowe Serenada,
- sklepy Biedronka, Mila, Lewiatan, Kaufland, Intermarche,
- Multipleks Multikino.